# Bennie Khoapa
Bennie Khoapa fue un trabajador social en Sudáfrica durante las décadas 1960 y 1970 involucrado en la resistencia al apartheid. Trabajó para la Young Men's Christian Association (YMCA), asociación de jóvenes cristianos, y brindó apoyo a los activistas jóvenes de la época, especialmente al joven Steve Biko. Entre varias funciones que Khoapa desempeñaba en conjunción con la YMCA, Biko le convenció para formar parte en la fundación de los Programas de la Comunidad Negra, y en última instancia del Black Consciousness Movement (BCM), movimiento del conocimiento negro. En este movimiento, Khoapa fue capaz de usar su experiencia y conexiones para recoger el apoyo de varias organizaciones cristianas, dándole al BCM la credibilidad necesaria en sus meses de gestación. Khoaba estaba entre aquellas personas prohibidas por el gobierno sudafricano debido a sus acciones en el movimiento anti-apartheid, pero actualmente es el vicecanciller de Technikon Natal.

## Recursos
- Mamphela Ramphele. "Across Boundaries: The Journey of a South African Woman Leader" Prensa Feminista (2000)

- Datos: Q4889818